# Lac de Cristol
Pour les articles homonymes, voir Cristol.
Le lac de Cristol est situé dans le massif des Cerces dans les Hautes-Alpes, à une altitude de 2 245 mètres. On peut y accéder depuis le col de Granon et depuis Névache.